# NGC 452
NGC 452 é uma galáxia espiral barrada (SBab) localizada na direcção da constelação de Pisces. Possui uma declinação de +31° 02' 00" e uma ascensão recta de 1 horas, 16 minutos e 15,0 segundos.
A galáxia NGC 452 foi descoberta em 22 de Novembro de 1827 por John Herschel.